# Plüschkrimi
Plüschkrimis wurden in den 1970ern aufwendig und detail- sowie werkgetreu inszenierte Fernsehverfilmungen klassischer Kriminalliteratur genannt, die zwischen 1971 und 1980 vor allem im WDR ausgestrahlt und vom Regisseur Wilhelm Semmelroth inszeniert wurden. Aufgrund der Kostüme und pompösen Ausstattung erhielten die Filme von der Presse die Bezeichnung "Plüschkrimi". Besondere Eigenart der Filme, die hochprominent besetzt waren (u. a. mit René Deltgen, Günter Strack, Theo Lingen, Siegfried Lowitz, Heidelinde Weis, Helmut Käutner, Pinkas Braun, Ellen Schwiers, Paul Dahlke) und unter anderem auf Romanen von Wilkie Collins oder Émile Gaboriau basierten, war die langsame Erzählart. Regisseur Semmelroth sagte dazu selbst: "In meinen Filmen bestimmen die Kutschen das Tempo". 
Die jeweils zwei- oder dreiteiligen Produktionen waren ein großer Publikumserfolg und fuhren hohe Einschaltquoten ein. Sie waren so genannte Straßenfeger. Angeregt durch diese Filme entstand unter anderem auch eine vom SWF produzierte Serie nach Romanen von Hedwig Courths-Mahler.
Für sämtliche Plüschkrimis des WDR verfasste Herbert Asmodi die Drehbücher, die Musik schrieb stets Hans Jönsson. Als Vorläufer der Plüschkrimis kann der ebenfalls von Wilhelm Semmelroth inszenierte Zweiteiler Der Vetter Basilio aus dem Jahre 1969 gesehen werden.

## Filme
- 1971: Die Frau in Weiß (Dreiteiler nach Wilkie Collins)
- 1973: Der rote Schal (Dreiteiler nach Wilkie Collins)
- 1974: Der Monddiamant (Zweiteiler nach Wilkie Collins)
- 1975: Der Strick um den Hals (Dreiteiler nach Émile Gaboriau)
- 1976: Die Affäre Lerouge (Zweiteiler nach Émile Gaboriau)
- 1977: Onkel Silas (Zweiteiler nach Joseph Sheridan Le Fanu)
- 1978: Lady Audleys Geheimnis (Zweiteiler nach Mary Elizabeth Braddon)
- 1980: Lucilla (Zweiteiler nach Wilkie Collins)